# Over the Moon (Di-rect)
Over the moon is een studioalbum van DI-RECT uit 2003.
Van dit album kwamen Adrenaline (soundtrack van de gelijknamige film), She, Rollercoaster (een cover van de Haagse band Suburbs en Don't kill me tonight op single uit.
In april 2003 ontving de band twee TMF Awards voor Beste Rock Nationaal en beste videoclip (voor Adrenaline).

## Nummers
| 1.                   | Rollercoaster                        | 3:00 |
| 2.                   | Never Again                          | 3:58 |
| 3.                   | Sucking Parasite                     | 2:47 |
| 4.                   | She                                  | 4:04 |
| 5.                   | Boy, I'm Coming                      | 3:23 |
| 6.                   | Adrenaline                           | 3:01 |
| 7.                   | Hello And Goodbye                    | 3:24 |
| 8.                   | Don't Kill Me Tonight                | 3:36 |
| 9.                   | Get Up                               | 2:54 |
| 10.                  | Whatever Happened To What's Her Name | 2:53 |
| 11.                  | Back To Life                         | 3:11 |
| 12.                  | The Life I Live                      | 4:32 |
| Totale duur: 1:11:19 |                                      |      |

## Externe bron
- http://www.musicmeter.nl/album/5988